# 裏地

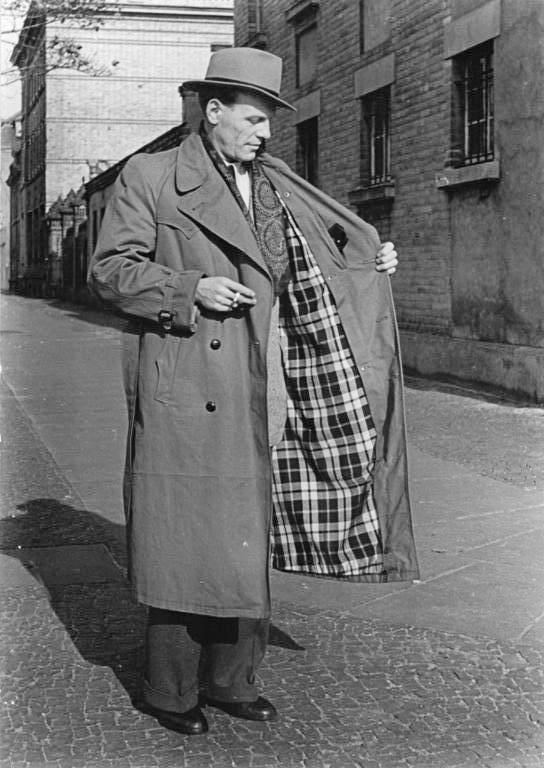
裏地に意匠を凝らしたコート

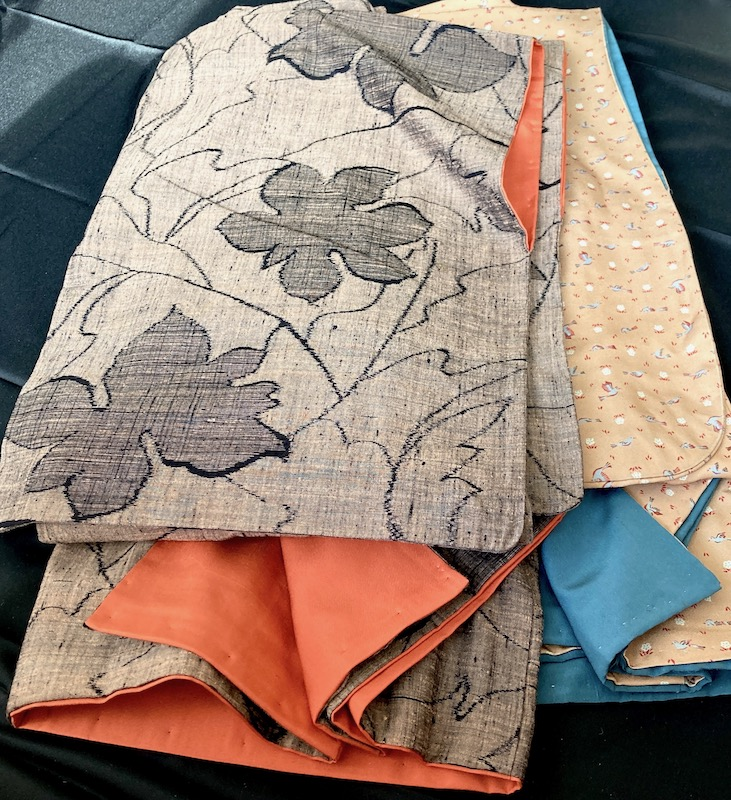
表地とは対照的な裏地をあしらった着物

裏地（うらじ）とは、衣服など布製品の内側に施される内張りのこと。
表地と調和するような無地の色布で仕立てられることが多いが、デザインの一環として、柄物や、表地とは対照的な色柄のものも用いられる。
日本の男性用羽織の裏地（羽裏）には、特に意匠を凝らした色柄のものが使われることが多い。これを「裏勝り（うらまさり）」という。

## 裏地の機能
- 滑りをよくして着脱しやすくする。

ウールなど摩擦の大きい生地で作られたジャケットやコートなどは、滑りのよい裏地をつけなければ非常に着脱しにくいものとなってしまう。
- 縫い代などによる引っかかりをなくし、使いやすくする。

帽子やバッグなどの裏地はこの目的のためである。
- 強度を増す。

布製や革製のバッグなどの裏地はこの目的のためである。
- 透けにくくする。

薄手の生地や淡色の生地でできたスカートの裏地はこの目的のためである。
- 縫い代などを隠して美しく仕上げる。

裏地を表地と同程度の強度・サイズにし、裏返しても使うことのできる「リバーシブル仕立て」もある。
- 保温性を高める。

和服の袷仕立ては本来この目的のためである。カーテンの裏地もこの目的でつけることが多い。
洋服の場合、冬物のアウターには、ファーやキルティングなど保温性の高い裏地をつけたものが多い。気温に応じて取り外しのできるものもあり、これはライナーと呼ばれる。
和服の場合、袷長着の裏地（八掛や袖口布、女性用は加えて振り布）は、構造上、着用時に常に見えることが前提であり、「見せるための裏地」という特殊な役割を持つ。